# Carlo Pinsoglio
Carlo Pinsoglio (né le 16 mars 1990 à Moncalieri dans le Piémont) est un footballeur italien, qui évolue au poste de gardien de but au sein de la Juventus FC.

## Biographie

### Carrière en club

#### Débuts dans le football

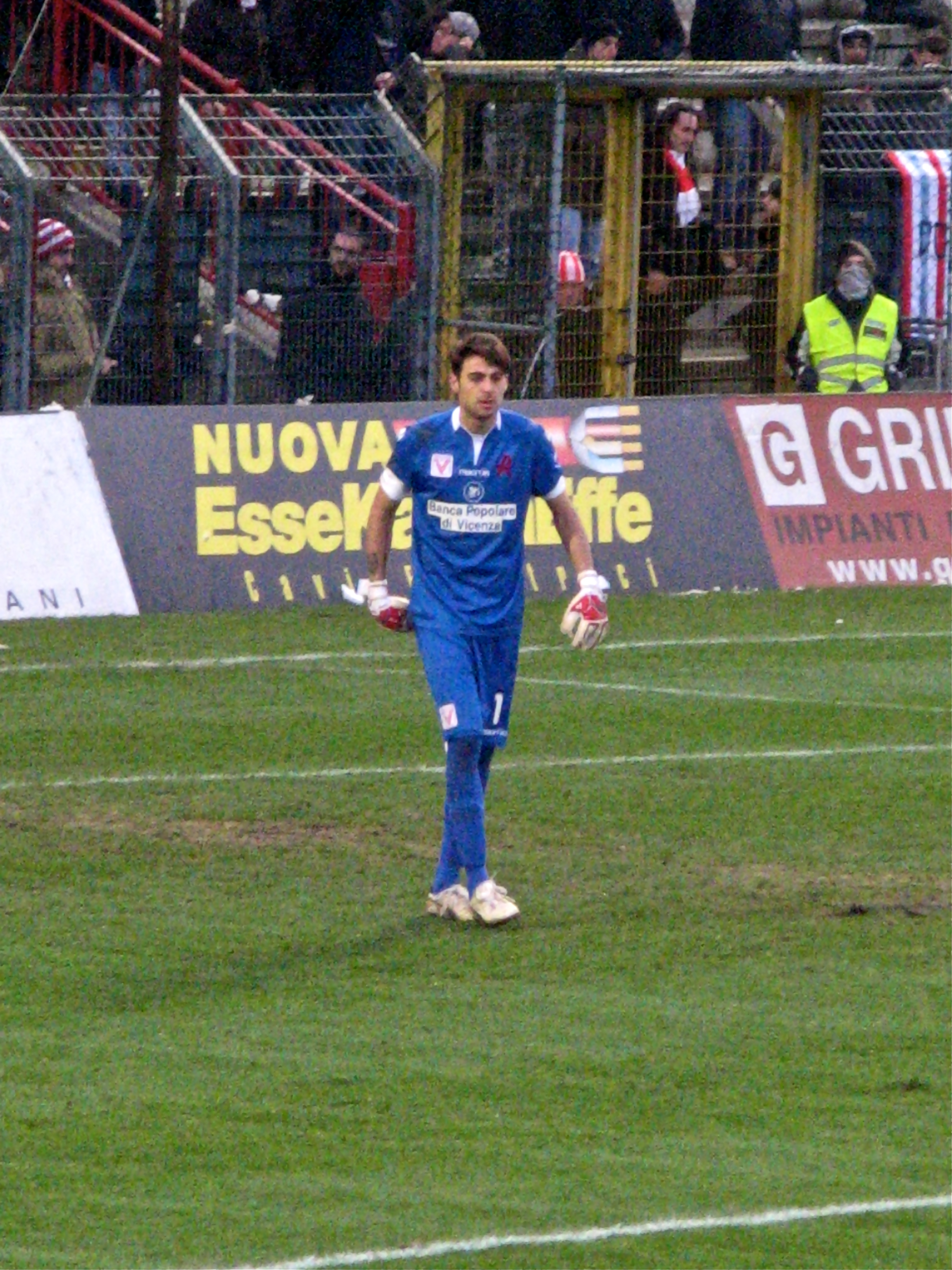
Carlo Pinsoglio sous les couleurs de Vicenza.

Natif de Moncalieri, il passe un an dans le club de sa ville, le Moncalieri Calcio, avant d'être transféré à la Juventus où il remporte le Tournoi de Viareggio en 2009 et 2010. 
Lors de la 28e journée de championnat en 2009-2010, il est intégré pour la première fois en équipe première de la Juventus. Il sera sur le banc en raison des défections causées par la blessure de Gianluigi Buffon et Alex Manninger.

#### Prêts successifs et signature à Vicence
En 2010, il est prêté à l'Esperia Viareggio, où il a joué en tant que titulaire en Serie C. 
En 2011, il est prêté à Pescara en Serie B, où il fait ses débuts le 10 septembre en s'imposant 2:0 face au FC Crotone. Après quelques matches, il entre en conflit avec l'entraîneur Zdeněk Zeman, perdant ainsi sa place de titulaire. 
Le 22 juin 2012, il signe à Vicence en Serie B, où il reste deux ans. 
En 2013, il est prêté à Modena toujours en Serie B, où il participe aux play-offs de promotion.

#### Retour à la Juventus et prêts
Après son retour à la Juventus, la saison suivante, il est prêté à nouveau au club d'Émilie-Romagne. 
En 2015, il est prêté à Livourne et reste en Serie B. Il joue la plupart des matches, mais au cours des deux dernières journées, Matteo Ricci lui est préféré. Cependant, en fin de saison, le club est relégué en Serie C.  
Le 20 juillet 2016, il est à nouveau prêté en Serie B, mais cette fois-ci à Latina. Avec cette dernière, il ne peut empêcher la relégation du club en Serie C, connaissant ainsi deux relégations consécutives en deux saisons.
Carlo Pinsoglio joue pour son retour quelques matchs amicaux et de Serie A.
Depuis 2018, Carlo joue pratiquement plus pour la Juventus et reste toujours numéro 3.
Le 19 mai, il remplace Gianluigi Buffon pour son dernier match à la Juventus avant de revenir en 2019 au sein du Club.
le 23 mai 2021, il joue le dernier match de la saison 2020-2021 face à Bologne en rentrant à la place de Szczęsny à la 60ème minute.
Le 30 juin 2021, Pinsoglio prolonge de 2 saisons soit jusqu'en 2023.

### Carrière en sélection
Entre 2008 et 2009, il joue deux matchs avec l'équipe nationale italienne des moins de 20 ans. 
Le 11 novembre 2010, il reçoit sa première convocation en espoirs en vue du match amical contre la Turquie espoirs 17 novembre. Il ne jouera pas le match en raison d'une blessure à la cuisse gauche. 
Le 8 février 2011, sous la direction de Ciro Ferrara, il a fait ses débuts avec les espoirs lors d'un match amical contre l'Angleterre espoirs, jouant tout le match. 
Le 6 septembre 2011, il dispute son premier match de qualification face à la Hongrie espoirs (victoire 3-0) en vue du Championnat d'Europe espoirs de 2013.

## Palmarès
| Juventus FC - Championnat d'Italie (3) : - Champion : 2018 , 2019 et 2020. - Coupe d'Italie (2) : - Vainqueur : 2018 , 2021. - Finaliste : 2020. - Supercoupe d'Italie (2) : - Vainqueur : 2018. - Finaliste : 2019. - Vainqueur : 2020. |